# Christophe Juillet
Pour les articles homonymes, voir Juillet (homonymie).
Pas d'image ? Cliquez ici

a Compétitions nationales et continentales officielles uniquement.

b Matchs officiels uniquement.
Christophe Juillet, né le 20 mars 1969 à Villeneuve-sur-Lot, est un joueur international français de rugby à XV, qui a joué avec l'équipe de France de 1995 à 2001, évoluant au poste de troisième ligne centre ou troisième ligne aile (1,91 m pour 110 kg).
Il codirige l'agence de communication sportive Au-delà du sport. Il est également rédacteur du Blog Rugby sur Yahoo Sport. Et depuis 2015, il dirige le centre commercial Centre Jaude à Clermont-Ferrand.

## Carrière de joueur

### En club
- US Bergerac: 1985 à 1989
- ASM Clermont : 1989 à 1997
- Stade français CASG : 1997 à 2002

Le 19 mai 2001, il est capitaine en finale de la Coupe d'Europe, associé en troisième ligne à Christophe Moni et Richard Pool-Jones, au Parc des Princes à Paris face au Leicester Tigers mais les Anglais s'imposent 34 à 30 face aux parisiens.

## Palmarès

### En club
- Finaliste de la Coupe d'Europe (1) : 2001 (et capitaine)
- Champion de France (Bouclier de Brennus) (2) : 1998 et 2000 (capitaine cette année-là) (Stade français)
- Finaliste du Championnat de France (1) : 1994 (AS Montferrand)
- Vainqueur de la Coupe de France (1) : 1999 (Stade français)
- Finaliste du challenge Yves du Manoir (2) : 1994 (AS Montferrand) (ne participe pas à la finale de 1998 avec le Stade français)

### En équipe nationale
- Sélections en équipe nationale : 18 de 1995 à 2001
- Vice-champion du monde : 1999 (5 sélections : Canada, Fidji, Argentine, Nouvelle-Zélande et Australie)
- Tournois des Cinq Nations disputés : 1999 et 2001
- Tournée en Nouvelle-Zélande en 1999
- Coupe Latine : 1995

#### Tournoi des Cinq/Six Nations
| Édition           | Rang | Résultats France | Résultats Juillet | Matchs Juillet |
| ----------------- | ---- | ---------------- | ----------------- | -------------- |
| Cinq Nations 1999 | 5    | 1 v, 0 n, 3 d    | 0 v, 0 n, 2 d     | 2/4            |
| Six Nations 2001  | 5    | 2 v, 0 n, 3 d    | 2 v, 0 n, 2 d     | 4/5            |

Légende : v = victoire ; n = match nul ; d = défaite ; la ligne est en gras quand il y a Grand Chelem.

#### Coupe du monde
| Édition          | Rang      | Résultats France | Résultats Juillet | Matchs Juillet |
| ---------------- | --------- | ---------------- | ----------------- | -------------- |
| Royaume-Uni 1999 | Finaliste | 5 v, 0 n, 1 d    | 4 v, 0 n, 1 d     | 5/6            |

Légende : v = victoire ; n = match nul ; d = défaite.

## Carrière internationale
Christophe Juillet commence sa carrière professionnelle en Auvergne à l'AS Montferrand, et rejoint le Stade français en 1997, où il évolue en no 8.
Il devient champion de France en 1998 avec le club de la capitale. Capitaine de 2000 à 2002, il soulève une 2e fois le bouclier de Brennus en 2000.
Avec le Stade français, il est également finaliste de la Coupe d’Europe de Rugby en 2001.
Appelé en équipe de France en 1995, il devient vice-champion du Monde en 1999 en battant les All Blacks lors d’une demi-finale historique.
Il totalise 18 sélections en équipe nationale.